# Tabula rasa (album)
 (janvier 2024).
Si vous disposez d'ouvrages ou d'articles de référence ou si vous connaissez des sites web de qualité traitant du thème abordé ici, merci de compléter l'article en donnant les références utiles à sa vérifiabilité et en les liant à la section « Notes et références ».
Albums de Einstürzende Neubauten
Haus der Lüge
(1989) Ende neu
(1996)
Tabula rasa (« table rase » en latin) est le sixième album studio du groupe de musique industrielle Einstürzende Neubauten, sorti en 1993.

## Titres
1. Die Interimsliebenden - 7:41
2. Zebulon - 3:43
3. Blume - 4:33
4. 12305(te Nacht) - 4:13
5. Sie - 6:08
6. Wüste - 4:07
7. Headcleaner - 9:55
I. Zentrifuge / Stabs / Rotlichtachse / Propaganda / Aufmarsch
II. Einhorn
III. Marschlied
8. Headcleaner - 5:12
Das Gleissen / Schlacht
IV. Lyrischer Rückzug

## Musiciens
- Blixa Bargeld – chant
- Alexander Hacke – guitare, chant
- Mark Chung – basse, chant
- N.U. Unruh – percussion, chant
- F.M. Einheit – percussion, synthétiseur, chant